# Kamp Schut
Kamp Schut, gelegen aan de Schuttersteeg te Ede, was een werkkamp dat in 1941 in het kader van de Rijksdienst voor de Werkverruiming is gebouwd.

## Opbouw
Voor Kamp Schuttershof werd in 1940 een bouwvergunning aangevraagd door de Rijksdienst voor de Werkverruiming. Van het begin af aan werd het kamp door de bewoners en de bevolking van Ede Kamp Schut genoemd. Begin 1942 kwamen de eerste bewoners. Er was plaats voor 176 mensen. Het kamp bestond uit vijf woonbarakken, een wasbarak, een keuken en een kantine. De bewoners werden onder leiding van de Nederlandse Heidemaatschappij te werk gesteld bij ontginningswerkzaamheden.

## Joodse periode
Het kamp is gebruikt als Joods werkkamp, en eigenlijk in gebruik geweest als buffer voor Kamp Westerbork. Het redelijke rantsoen werd na enige tijd aanmerkelijk kleiner, omdat de bezetter het niet nodig vond om voldoende voedsel aan Joden te verstrekken. Zij werkten ook buiten het kamp, bijvoorbeeld aan stellingen in de buurt van de Valleistraat in Veenendaal. In de nacht van 2 op 3 oktober 1942 (Jom Kipoer) zijn alle Joodse mannen uit de werkkampen, zo ook die uit Kamp Schut, naar Kamp Westerbork afgevoerd. Hen was wijs gemaakt dat daar gezinshereniging zou plaatsvinden.
Onderzoek van het Gemeentearchief Ede bracht aan het licht dat er in 1942 ongeveer 150 Joodse mannen zaten opgesloten in het kamp. Het gemeentearchief achterhaalde de namen van 83 personen, van wie 66 de oorlog niet overleefden. Vrijwel alle mannen hadden een achternaam met de P, R of S, wat aantoonde dat de Duitsers de werkers op achternaam groepeerden.

## Na de oorlog
Het kamp werd in 1945 door de gemeente opgekocht, om er gezinnen in onder te brengen. Tussen 1959 en 1962 is het gesloopt. Van het kamp is nu niets meer over. Er is op de plek van het voormalige kamp een oprit naar de A30.  De Schutterweg op het industrieterrein Schuttersveld is in de plaats gekomen voor de Schuttersteeg. Tijdens bouwwerkzaamheden werd een bordje met de naam kamp Schut aan de Schutterweg geplaatst. Dit stond echter niet op de juiste plek, maar herinnerde aan Kamp Schut.